# Liste des présidents du conseil départemental de la Vendée
La liste des présidents du conseil départemental de la Vendée détaille l’ensemble des personnalités politiques nommées ou élues à la tête du conseil départemental — appelé « conseil général » avant 2015 — depuis la Révolution française.
Créée par la loi concernant la division du territoire de la République et l’administration, sous le Consulat, la fonction est pour la première fois exercée par Jacques-René Chevallereau de La Gaubardière, nommé le 1er thermidor VIII (20 juillet 1800). Alain Lebœuf (Les Républicains), élu le 27 juin 2021 à la suite des élections départementales dans le canton d’Aizenay en tandem avec Mireille Hermouet, a été désigné président du conseil départemental le 1er juillet 2021.

## Histoire

### Origine du conseil général
Le conseil général est un organe administratif créé dans le cadre de la loi concernant la division du territoire de la République et l’administration du 28 pluviôse an VIII (17 février 1800). Dans le département de la Vendée, le nombre de conseillers généraux est fixé à 16 membres. Ceux-ci sont nommés par le chef d’État de 1800 à 1833.
Sous la monarchie de Juillet, la loi du 22 juin 1833 instaure l’élection des conseillers généraux au suffrage censitaire dans le cadre d’une circonscription électorale : le canton.
Un décret du 5 mars 1848 du Gouvernement provisoire met en place le suffrage universel lors des élections cantonales.

### Nominations et scrutins
Sous la Restauration et au début de la monarchie de Juillet des nominations ont lieu en 1816, 1829 et 1831.
| Régime                  | Année de scrutin |
| ----------------------- | --- |
| Monarchie de Juillet    | 1833, 1839, 1842 et 1845 |
| Gouvernement provisoire | 1848 |
| Deuxième République     | 1852 |
| Second Empire           | 1855, 1858, 1861, 1864, 1867 et 1870                                                                                                |
| Troisième République    | 1871, 1874, 1877, 188, 1883, 1886, 1889, 1892, 1895, 1898, 1901, 1904, 1907, 1910, 1913, 1919, 1922, 1925, 1928, 1931, 1934 et 1937 |
| Quatrième République    | 1945, 1949, 1951, 1955 et 1958 |
| Cinquième République    | 1961, 1964, 1967, 1970, 1973, 1976, 1979, 1982, 1985, 1988, 1992, 1994, 1998, 2001, 2004, 2008, 2011, 2015 et 2021                  |

Le conseil général est entièrement renouvelé à l’occasion des élections de novembre 1833, d’août et septembre 1848, d’août 1852, d’octobre 1871, de décembre 1919 et de mars 1945. À partir du scrutin de mars 2015, renommé « élections départementales », l’assemblée est renouvelée intégralement tous les 6 ans.

### Évolution de la fonction
À la suite d’une loi du 12 octobre 1940, le conseil général est supprimé par le gouvernement de Pierre Laval. Par la loi du 7 août 1942 relative à l’institution des conseils départementaux, remplaçant les conseils généraux, un conseil départemental de la Vendée est mis en place. Ce dernier, siégeant entre le 17 avril 1943 et 1945, est supprimé par l’ordonnance du 9 août 1944 relative au rétablissement de la légalité républicaine sur le territoire continental, qui restaure le conseil général.
Depuis la loi de décentralisation du 2 mars 1982 et celles des 7 janvier et 22 juillet 1983, certaines compétences traditionnellement imparties à l’État sont attribuées au conseil général. Dès lors, le président du conseil général partage avec le préfet de la Vendée le pouvoir exécutif dans le cadre du département.

### Singularités de présidents du conseil
Depuis 1800, 38 présidents se sont succédé à la tête du conseil général puis départemental de la Vendée.
Augustin-Moïse Auvynet, élu lors de la session extraordinaire du 5 octobre 1848, a occupé le poste de président le moins longtemps, sous la Deuxième République (1 mois et 16 jours).
Auguste Durand, président du conseil général à partir de la Libération, est la personnalité ayant été placée le plus longtemps à la tête des instances administratives départementales (plus de 23 ans).
Jacques-René Chevallereau de La Gaubardière est le seul président à avoir été nommé plus d’une fois dans le département (en l’an VIII et l’an XI).

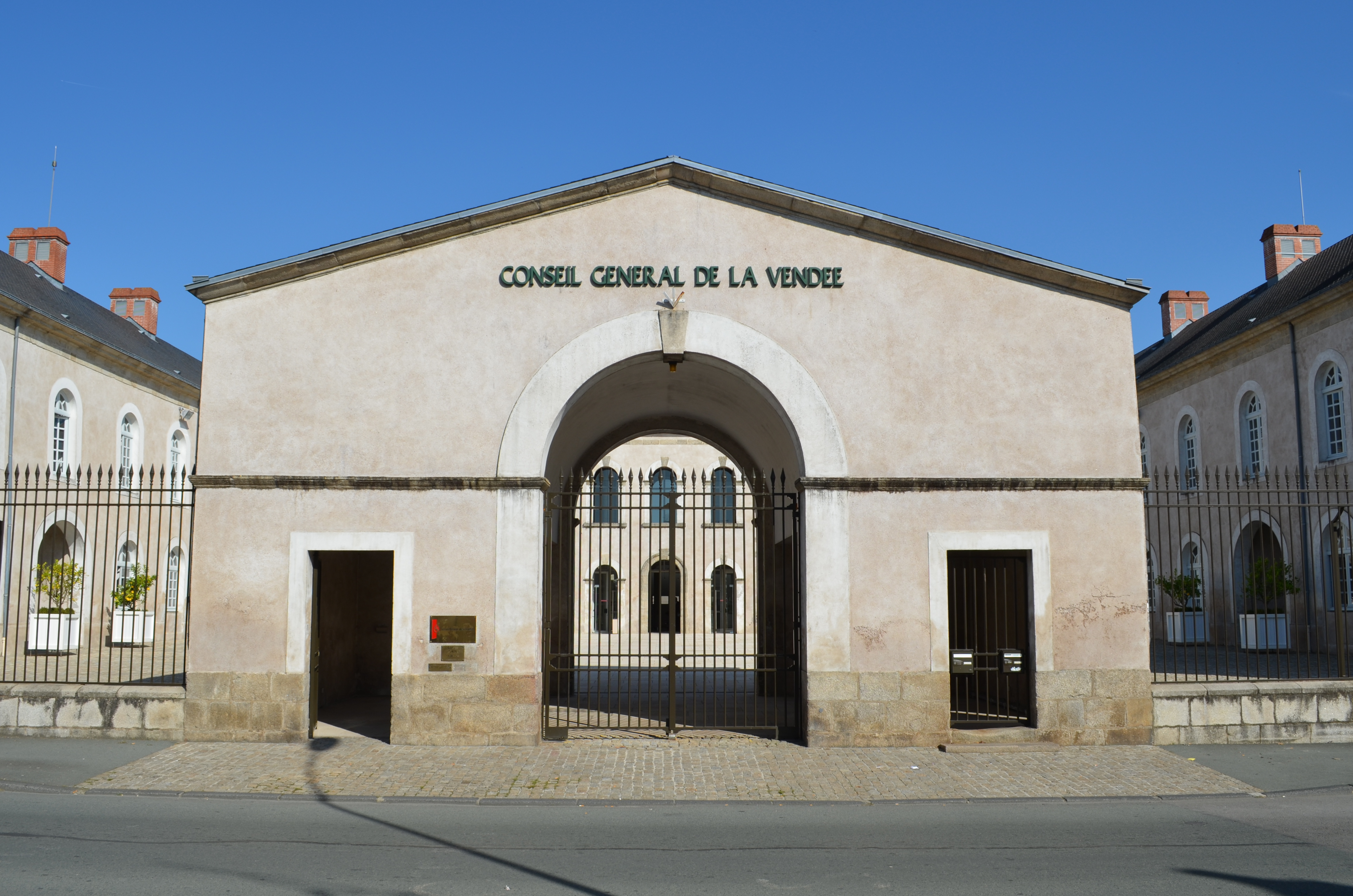
L’hôtel du Département, siège du conseil depuis 1982.

### Siège du conseil
Au XIXe siècle, le conseil général siège dans la « salle du Conseil-Général », à l’hôtel de préfecture de la Vendée. À partir de la séance du 4 juin 1982, les conseillers généraux et le président siègent à l’hôtel du Département.

## Liste des présidents par période de nomination ou d’élection
La liste suivante présente les présidents nommés ou élus dans le département selon le régime politique.

### Consulat
| Identité                                    | Convocation | Premier consul     | Période                                                             | Autres mandats                                                                                         |
| ------------------------------------------- | ----------- | ------------------ | ------------------------------------------------------------------- | --- |
| Jacques-René Chevallereau de La Gaubardière |             | Napoléon Bonaparte | 1er thermidor an VIII — 1er prairial an X (1 an, 10 mois et 1 jour) | Maire des Sables-d’Olonne (1793-1795) Membre du Conseil des Cinq-Cents, élu dans la Vendée (1797-1798) |
| Jacques Arnault de La Grossetière           |             | Napoléon Bonaparte | 1er prairial an X — 15 floréal an XI (11 mois et 14 jours)          | Maire d’Avrillé                                                                                        |
| Jacques-René Chevallereau de La Gaubardière |             | Napoléon Bonaparte | 15 floréal an XI — 2 juin 1806 (3 ans et 28 jours)                  | Président du conseil général de la Vendée (1800-1802)                                                  |

### Premier Empire
| Identité                            | Convocation | Empereur     | Période                                                     | Autres mandats                                           |
| ----------------------------------- | ----------- | ------------ | ----------------------------------------------------------- | -------------------------------------------------------- |
| Pierre-Étienne Sorin                |             | Napoléon Ier | 2 juin 1806 — 23 juillet 1810 (4 ans, 1 mois et 21 jours)   |                                                          |
| François-Anne-Jacques Bouron        |             | Napoléon Ier | 23 juillet 1810 — 20 avril 1812 (1 an, 8 mois et 28 jours)  | Député à la Constituante, élu dans la Vendée (1789-1791) |
| Philippe-René Esgonnière du Thibœuf |             | Napoléon Ier | 20 avril 1812 — 15 octobre 1814 (2 ans, 5 mois et 25 jours) | Conseiller général                                       |

### Restauration
| Identité                                                    | Convocation | Roi         | Période                                                     | Autres mandats |
| ----------------------------------------------------------- | ----------- | ----------- | ----------------------------------------------------------- | --- |
| Charles de Montsorbier                                      |             | Louis XVIII | 15 octobre 1814 — 15 juin 1818 (3 ans et 8 mois)            | |
| Bonaventure-Marie-Charles-Pierre-Joseph Maynard de La Claye |             | Louis XVIII | 15 juin 1818 — 2 septembre 1822 (4 ans, 2 mois et 18 jours) | |
| Alexis-Louis-Marie, marquis de Lespinay                     |             | Louis XVIII | 2 septembre 1822 — 5 juin 1823 (9 mois et 3 jours)          | Membre du Corps législatif, élu dans la Vendée (1811-1814) Maire de Chantonnay (1811-1830) Membre de la Chambre des députés des départements, élu dans la Vendée (1814-1815) |
| Charles Sapinaud de La Rairie                               |             | Louis XVIII | 5 juin 1823 — 8 septembre 1828 (5 ans, 3 mois et 3 jours)   | Membre de la Chambre des députés des départements, élu dans la Vendée (1822-1823) Membre héréditaire non titré de la Chambre des pairs (1827-1829)                           |
| Amédéé-François-Paul de Béjarry                             |             | Charles X   | 8 septembre 1828 — 10 mai 1831 (2 ans, 8 mois et 2 jours)   | Membre de la Chambre des députés des départements, élu dans la Vendée (1816-1818) Conseiller général de la Vendée (1824-1831)                                                |

### Monarchie de Juillet
| Identité                       | Convocation | Roi                | Période                                                  | Autres mandats |
| ------------------------------ | ----------- | ------------------ | -------------------------------------------------------- | --- |
| Pierre Ageron de La Martinière |             | Louis-Philippe Ier | 10 mai 1831 — 2 novembre 1831 (5 mois et 23 jours)       | Maire des Herbiers (à partir de 1830) |
| Pierre Godard                  |             | Louis-Philippe Ier | 2 novembre 1831 — 1er juin 1832 (6 mois et 30 jours)     | Conseiller général de la Vendée (à partir de 1818 et à partir de 1831) |
| Pierre Louis Antoine Laval     |             | Louis-Philippe Ier | 1er juin 1832 — 24 août 1837 (5 ans, 2 mois et 23 jours) | Maire de Fontenay (1808-1814 et 1815) Membre de la Chambre des députés des départements, élu dans la Vendée (1815-1818 et 1827-1830) Membre de la Chambre des députés, élu dans la Vendée (1830-1831) |

| Identité         | Convocation | Période                                                    | Autres mandats |
| ---------------- | ----------- | ---------------------------------------------------------- | --- |
| Sébastien Luneau |             | 24 août 1837 — 5 octobre 1848 (11 ans, 1 mois et 11 jours) | Membre de la Chambre des députés, élu dans la Vendée (1831-1848) Conseiller général, élu dans le canton de Beauvoir (à partir de 1836) |

### Deuxième République
| Identité                              | Convocation                                          | Période                                                  | Autres mandats |
| ------------------------------------- | ---------------------------------------------------- | -------------------------------------------------------- | --- |
| Augustin-Moïse Auvynet                | Arrêté du 14 septembre 1848 (session extraordinaire) | 5 octobre 1848 — 21 novembre 1848 (1 mois et 16 jours)   | Maire de Montaigu (à partir de 1805) Membre de la Chambre des députés des départements, élu dans la Vendée (1815-1816) Conseiller général, élu dans le canton de Saint-Jean-de-Monts (à partir de 1848)                                 |
| Charles Robert, vicomte de Lézardière | Décret du 5 novembre 1848                            | 21 novembre 1848 — 27 août 1849 (9 mois et 6 jours)      | Conseiller général de la Vendée (à partir de 1823) Membre de la Chambre des députés des départements, élu dans la Vendée (1824-1827) Conseiller général, élu dans le canton de Talmont-Saint-Hilaire puis de Talmont (à partir de 1848) |
| Armand Trastour                       | Décret du 5 août 1849                                | 27 août 1849 — 20 août 1852 (2 ans, 11 mois et 24 jours) | Maire de Montaigu (1836, 1837-1844 et 1848-1870) Conseiller général, élu dans le canton de Montaigu (1847-1870) |
| Alfred Le Roux                        | Décret du 4 août 1852                                | 20 août 1852 — 20 septembre 1870 (18 ans et 1 mois)      | Membre du Corps législatif (1852-1870) Conseiller général, élu dans le canton de L’Hermenault (1852-1870) Ministre de l’Agriculture et du Commerce (1869-1870)                                                                          |

### Gouvernement de la Défense nationale
| Identité         | Convocation                          | Période                                                       | Autres mandats |
| ---------------- | ------------------------------------ | ------------------------------------------------------------- | --- |
| Gabriel Espierre | Convocation extraordinaire du préfet | 20 septembre 1870 — 24 octobre 1871 (1 an, 1 mois et 4 jours) | Maire de Fontenay-le-Comte (à partir de 1839) Conseiller général, élu dans le canton de Fontenay-le-Comte (à partir de 1859) |

### Troisième République
| Identité                                             | Convocation ou scrutin                 | Période                                                          | Autres mandats |
| ---------------------------------------------------- | -------------------------------------- | ---------------------------------------------------------------- | --- |
| François Gaudineau                                   | Décret du 16 septembre 1871            | 24 octobre 1871 — 1er février 1887 (15 ans, 3 mois et 8 jours)   | Maire de Luçon (1850-1878) Conseiller général, élu dans le canton de Luçon (1864-1887) Membre du Sénat, élu dans la Vendée (1876-1887)                                                       |
| Louis Godet de La Ribouillerie                       | —                                      | 18 avril 1887 — 19 août 1889 (2 ans, 4 mois et 1 jour)           | Maire de L’Hermenault Membre de la Chambre des députés (1871-1876 et 1885-1889) Conseiller général, élu dans le canton de L’Hermenault (1871-1895 et 1898-1900)                              |
| Baron Gabriel de La Tour du Pin Chambly de La Charce | Élection des 28 juillet et 4 août 1889 | 19 août 1889 — 19 décembre 1891 (2 ans et 4 mois)                | Conseiller général, élu dans le canton de Beauvoir (1871-1891) |
| Prosper Deshayes                                     | Élection des 31 juillet et 7 août 1892 | 22 août 1892 — 21 août 1893 (11 mois et 30 jours)                | Maire de Luçon (1878-1907) Conseiller général, élu dans le canton de Luçon (1887-1898) Membre de la Chambre des députés (1893-1906)                                                          |
| Achille Le Cler                                      | —                                      | 21 août 1893 — 20 juillet 1910 (16 ans, 10 mois et 29 jours)     | Maire de Bouin (1869-1910) Conseiller général, élu dans le canton de Beauvoir (1892-1910) |
| Paul-Antoine Bourgeois                               | Élection des 24 et 31 juillet 1910     | 22 août 1910 — 16 mars 1912 (1 an, 6 mois et 23 jours)           | Maire de La Verrie (jusqu’en 1908) Conseiller général, élu dans le canton de Mortagne (1864-1912) Membre de la Chambre des députés, élu dans la Vendée (1871-1906)                           |
| Albert Godet                                         | —                                      | 19 août 1912 — 18 août 1913 (11 mois et 30 jours)                | Maire du Tablier Conseiller général, élu dans le canton de La Roche-sur-Yon (1886-1921) |
| Emmanuel Halgan                                      | Élection des 3 et 10 août 1913         | 18 août 1913 — 29 octobre 1917 (4 ans, 2 mois et 11 jours)       | Conseiller général, élu dans le canton de Palluau (1873-1917) Membre du Sénat, élu dans la Vendée (1885-1917)                                                                                |
| Raoul de Vexiau                                      | —                                      | 19 août 1918 — 5 janvier 1920 (1 an, 4 mois et 17 jours)         | Maire de Réaumur (1871-1929) Conseiller général, élu dans le canton de Pouzauges (1892-1929)                                                                                                 |
| Raoul Pacaud                                         | Élection du 14 décembre 1919           | 5 janvier 1920 — 24 octobre 1928 (8 ans, 9 mois et 19 jours)     | Maire d’Angles (à partir de 1897) Conseiller général, élu dans le canton de Moutiers-les-Mauxfaits (1898-1932) Membre de la Chambre des députés, élu dans la Vendée (1914-1919 et 1928-1932) |
| Alfred Lefeuvre                                      | Élection des 14 et 21 octobre 1928     | 24 octobre 1928 — 16 novembre 1936 (16 ans, 10 mois et 11 jours) | Maire de Rocheservière Conseiller général, élu dans le canton de Rocheservière (1922-1940)                                                                                                   |
| Jean de Tinguy du Pouët                              | —                                      | 16 novembre 1936 — 12 octobre 1940 (3 ans, 10 mois et 26 jours)  | Maire de Saint-Michel-Mont-Mercure (1901-1939) Membre de la Chambre des députés, élu dans la Vendée (1919-1942) Conseiller général, élu dans le canton de Pouzauges (1930-1945)              |

### Quatrième République
| Identité       | Scrutin                              | Période                                                       | Autres mandats |
| -------------- | ------------------------------------ | ------------------------------------------------------------- | --- |
| Auguste Durand | Élection des 23 et 30 septembre 1945 | 29 octobre 1945 — 8 février 1969 (23 ans, 3 mois et 10 jours) | Maire de Cugand (à partir de 1908) Conseiller général, élu dans le canton de Montaigu (1919-1969) Membre de la Chambre des députés, élu dans la Vendée (1928-1936) |

### Cinquième République
| Identité             | Scrutin                                     | Période                                                            | Autres mandats |
| -------------------- | ------------------------------------------- | ------------------------------------------------------------------ | --- |
| Hubert Durand        | —                                           | 7 mai 1969 — 14 décembre 1970 (1 an, 7 mois et 7 jours)            | Conseiller général, élu dans le canton de La Roche-sur-Yon (1958-1976) et celui de La Roche-sur-Yon-Sud (1976-1981) Membre du Sénat, élu dans la Vendée (1959-1977) |
| Michel Crucis        | —                                           | 14 décembre 1970 — 7 octobre 1988 (17 ans, 9 mois et 23 jours)     | Maire de Chantonnay (1953-1995) Conseiller général, élu dans le canton de Chantonnay (1951-1988) Membre de l’Assemblée nationale, élu dans la Vendée (1958-1962) Conseiller régional, nommé puis élu dans la Vendée (1972-1988) Membre du Sénat, élu dans la Vendée (1977-1995)                      |
| Philippe de Villiers | Élection des 27 septembre et 2 octobre 1988 | 7 octobre 1988 — 31 octobre 2010 (22 ans, 1 mois et 24 jours)      | Secrétaire d’État auprès du ministre de la Culture et de la Communication (1986-1987) Membre de l’Assemblée nationale, élu dans la Vendée (1987-1994 et 1997-2004) Conseiller général, élu dans le canton de Montaigu (1987-2010) Député au Parlement européen (1994-1997, 1999 et 2004-2014)        |
| Bruno Retailleau     | —                                           | 30 novembre 2010 — 2 avril 2015 (4 ans, 4 mois et 3 jours)         | Conseiller général, élu dans le canton de Mortagne-sur-Sèvre (1988-2015) Membre de l’Assemblée nationale (1994-1997) Président de la communauté de communes du Canton-de-Mortagne-sur-Sèvre (1997-2001) Membre du Sénat (depuis 2004) Président du conseil régional des Pays-de-la-Loire (2015-2017) |
| Yves Auvinet         | Élection des 22 et 29 mars 2015             | 2 avril 2015 — 1er juillet 2021 (6 ans, 2 mois et 29 jours)        | Maire de La Ferrière (1995-2015) Conseiller général, élu dans le canton des Essarts (2010-2015) Conseiller départemental, élu dans le canton de Chantonnay (2015-2021) |
| Alain Lebœuf         | Élection des 20 et 27 juin 2021             | En fonction depuis le 1er juillet 2021 (3 ans, 8 mois et 13 jours) | Conseiller général, élu dans le canton de Rocheservière (2004-2015) Conseiller départemental, élu dans le canton d’Aizenay (depuis 2015) |

## Galerie

Portraits de présidents du conseil général et départemental de la Vendée
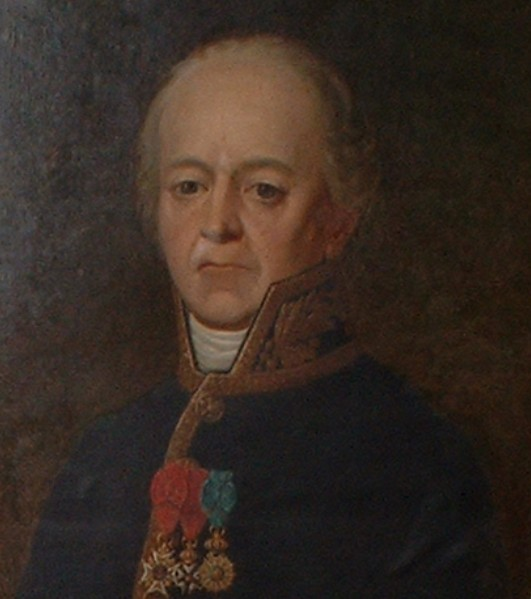
Marquis de Lespinay (1822-1823).
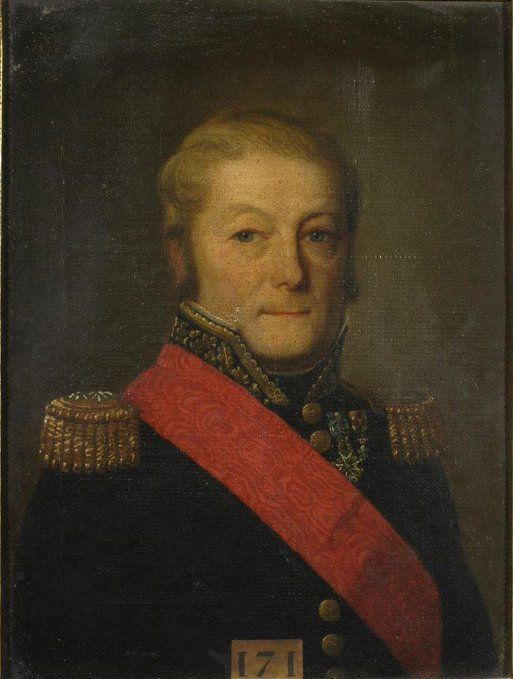
Sapinaud de La Rairie (1823-1828).
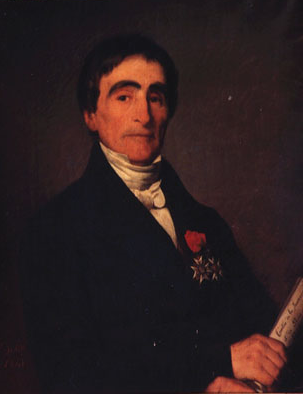
Béjarry (1828-1831).
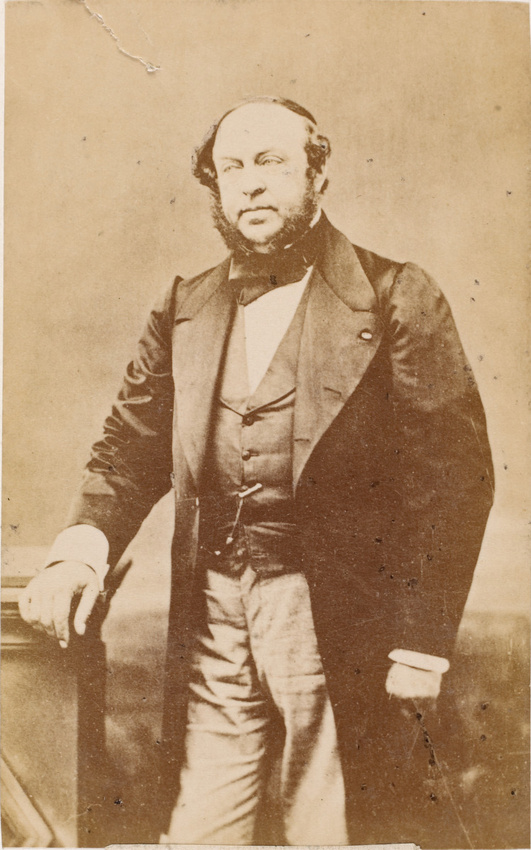
Le Roux (1852-1870).
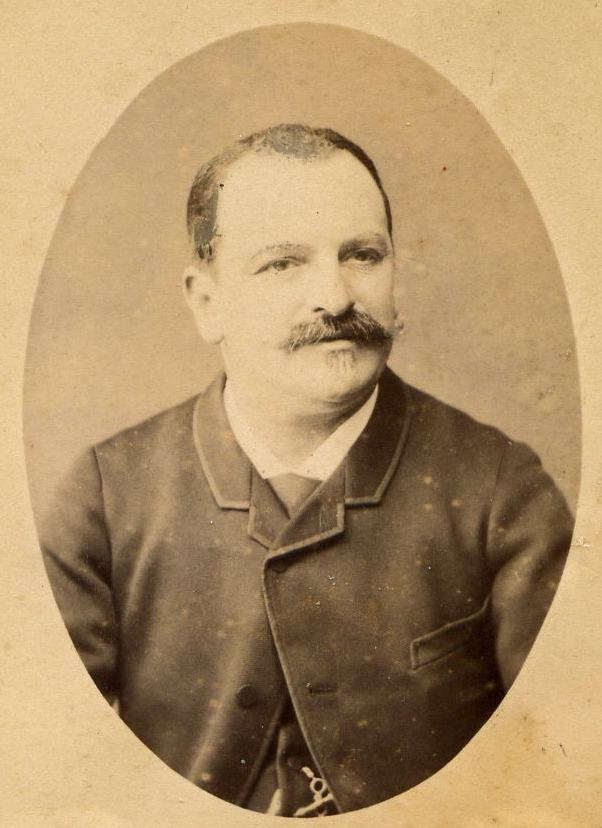
Vexiau (1918-1920).
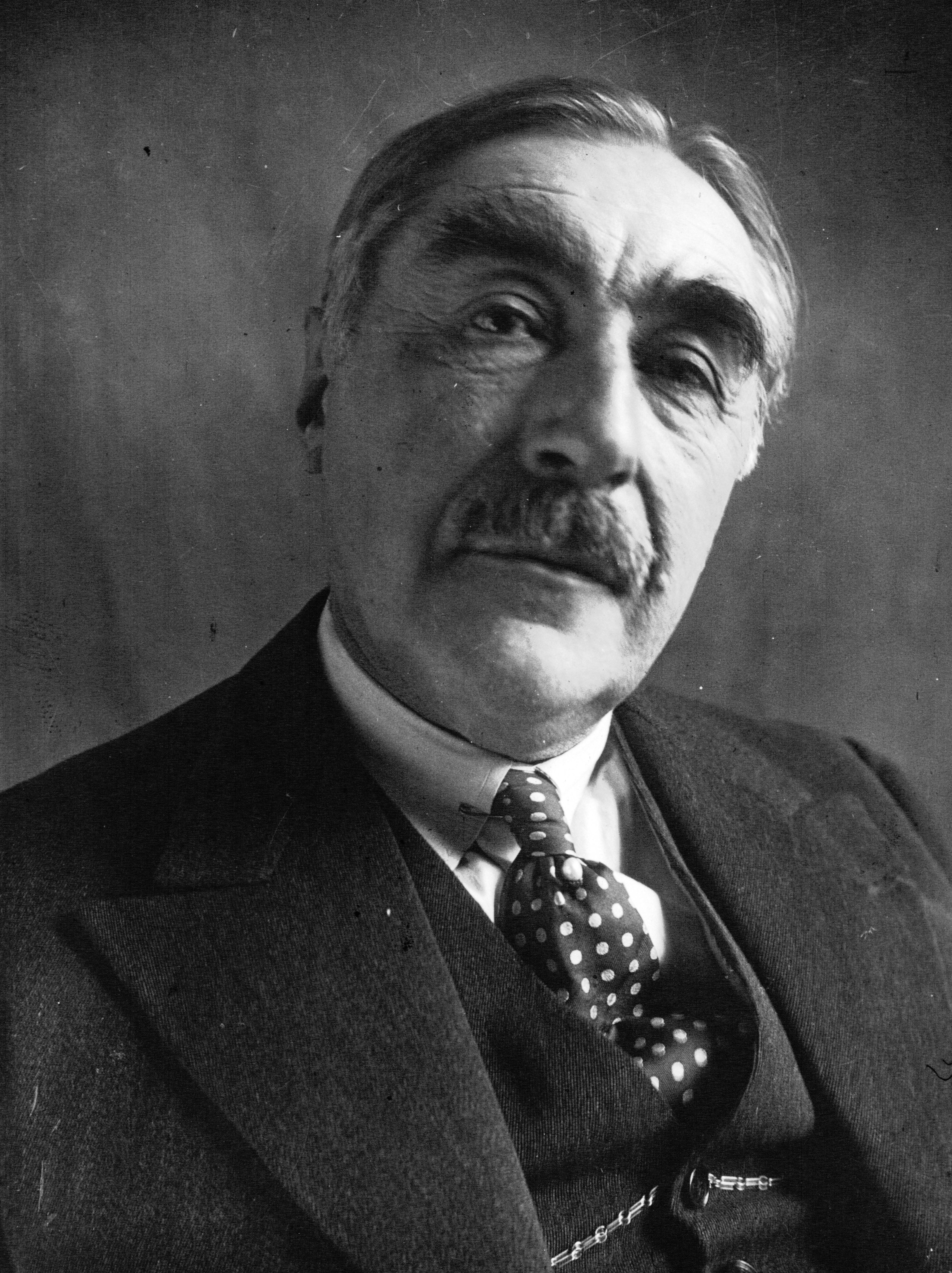
Tinguy du Pouët (1936-1940).
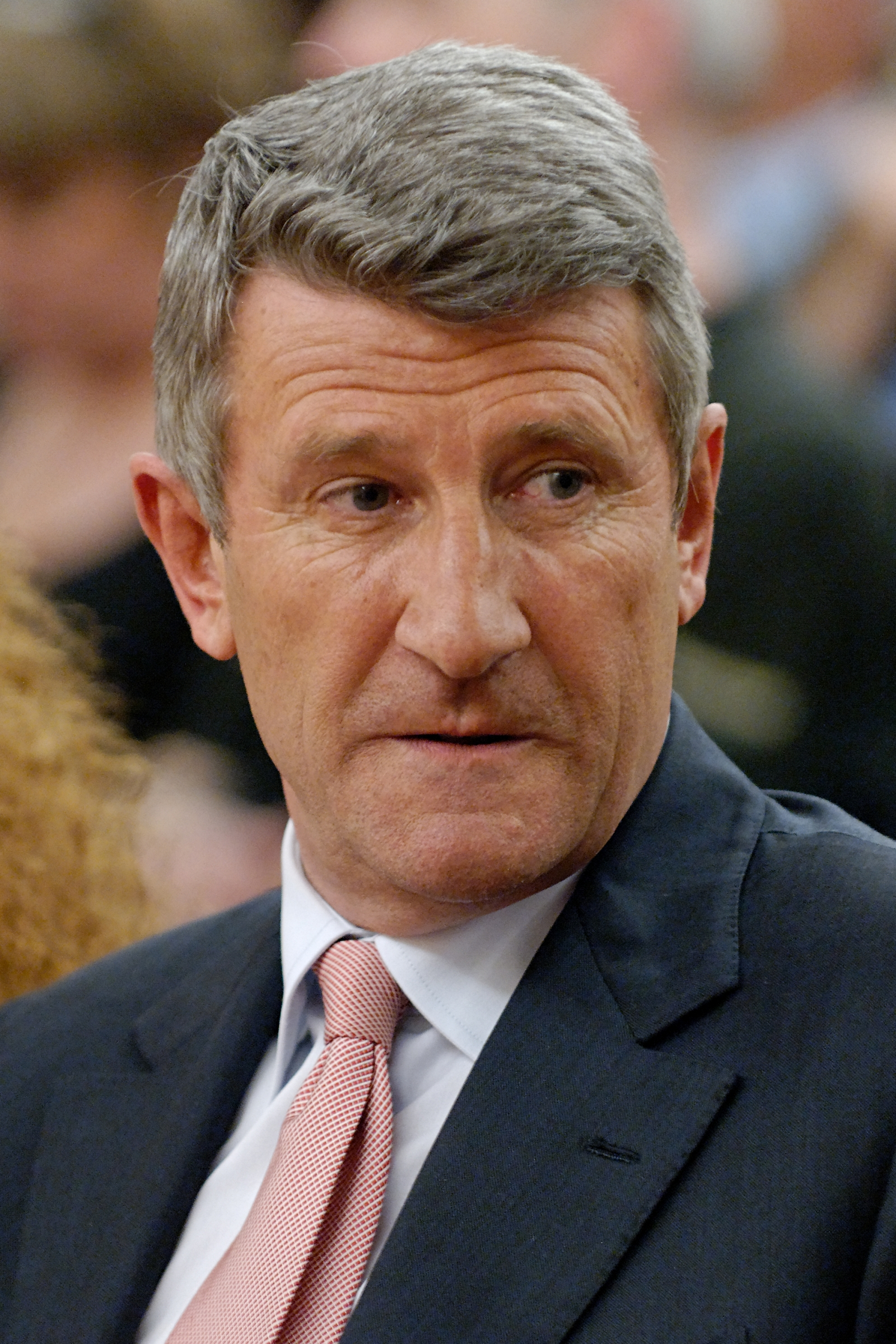
Villiers (1988-2010).
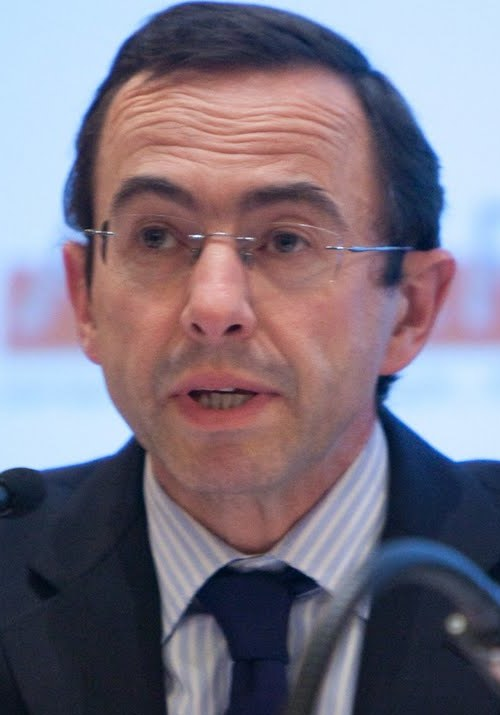
Retailleau (2010-2015).
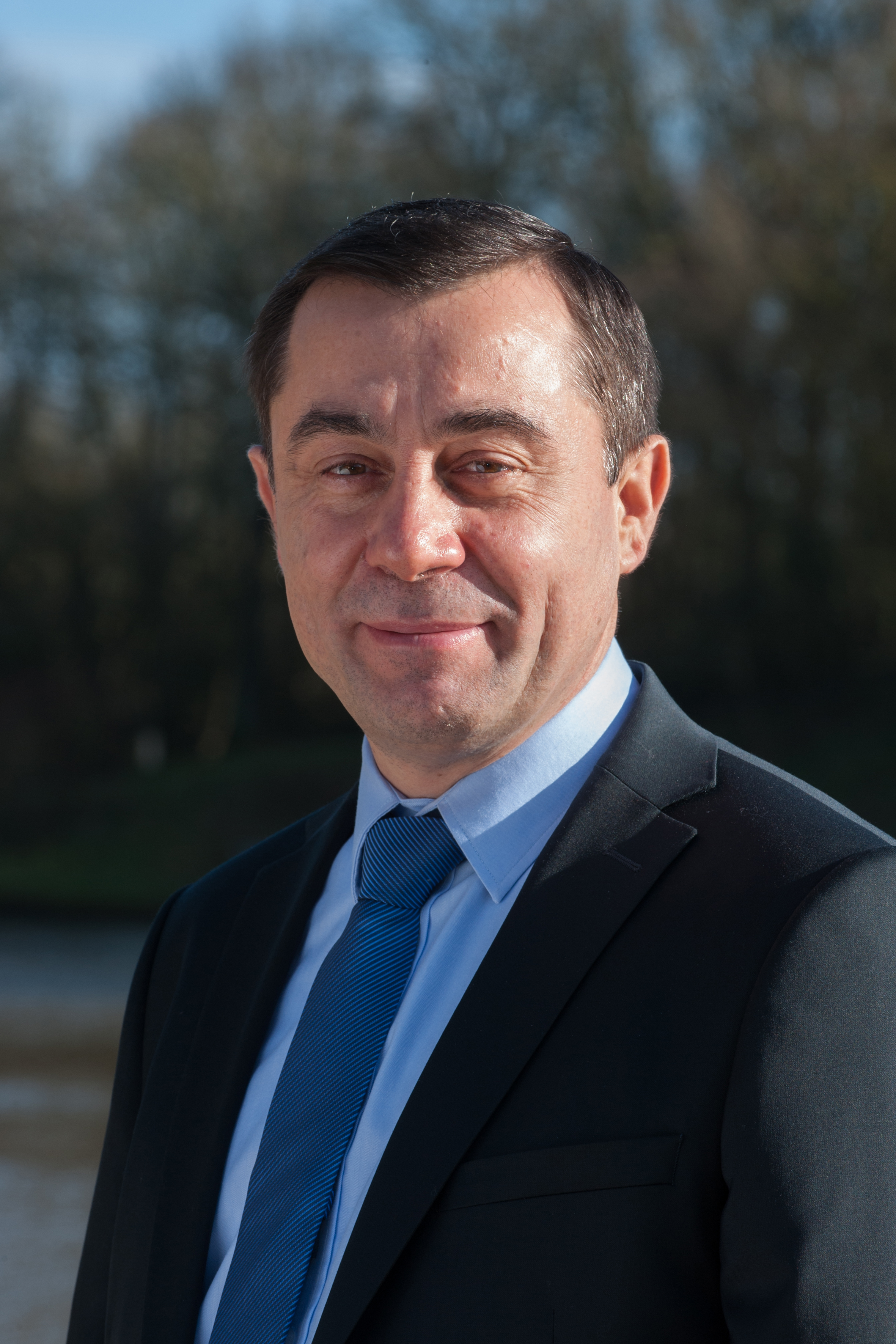
Lebœuf (depuis 2021).